# Monotheïsme
Monotheïsme (van het Grieks μονος (monos): één en θεος (theos): god) is het geloof in het bestaan van één god, in tegenstelling met het polytheïsme waarbij men in het bestaan van meer goden gelooft. Een vroege monotheïst was Amenhotep IV, een Egyptische farao uit de 18e dynastie. Hij schafte alle goden af behalve de zonnegod Aton, waarvan hij geloofde dat het zijn herrezen vader (Amenhotep III) was.
Van de wereldgodsdiensten zijn het jodendom, het christendom, de islam, het sikhisme, het zoroastrisme en het bahai-geloof monotheïstische religies. Naar de wel geduide gemeenschappelijke oorsprong of aartsvader Abraham worden de eerste drie ook wel Abrahamitische religies genoemd. Ook veel hindoes beschouwen zich als monotheïst. Zoals het christendom de Heilige Drie-eenheid als één god beschouwt, zo zien zij ook eveneens een Drie-eenheid als één enkele god (Brahman) vertegenwoordigd door talrijke verschijningsvormen en incarnaties. Er zijn ook monotheïsten die zich niet tot een georganiseerde godsdienst rekenen.
In Nederland en België wordt de god van het jodendom, christendom en islam met de Nederlandse naam God aangeduid. Ook bij andere monotheïsten is dat meestal gebruikelijk.
Vaak wordt door joden ook G'd of JHWH gebruikt en door moslims vaak Allah. Per land kan de naam verschillen of juist overeenkomen; zo gebruiken Arabische christenen eveneens Allah.

## Voorbeelden
De volgende religies zijn voorbeelden van georganiseerde monotheïstische religies:
- Bahá'í
- Christendom
- Islam
- Jodendom
- Zoroastrisme
- Sikhisme
- Samaritisme

## Overig monotheïsme
Het geloof in een enkele god is niet voorbehouden aan georganiseerde religies. Individuen kunnen een dergelijk geloof aanhangen zonder de wens zich bijvoorbeeld bij een kerk aan te sluiten. Tevens zijn er in de geschiedenis voorbeelden te over van volgelingen van een monotheïstisch geloof dat nooit een organisatiegraad bereikte als de bovengenoemde religies.
Een bekend voorbeeld was de Egyptische farao Achnaton die zijn god Aton of Aten tot enige werkelijke godheid uitriep en de tempels van andere goden liet sluiten. Zijn streven tot het vestigen van een monotheïstische religie wordt ook wel atenisme of atonisme genoemd.
Een voorbeeld van een monotheïstisch geloof dat maar weinig georganiseerd is geweest, maar wel een grote invloed heeft gehad en tegenwoordig nog steeds beleden wordt door de inheemse volkeren van Eurazië, is het tengriisme. Dit is het geloof van onder andere de Hongaren, Turkse en Mongoolse volkeren in de hemelgod Tanri. De verschillende volkeren namen redelijk snel het christendom, de islam en het jodendom over, omdat zij geen probleem hadden met het accepteren van een enkele God. Toch zijn in afgelegen gebieden nog steeds mensen te vinden die in Tengri geloven. Daarnaast is doet het geloof in Tengri meestal niets af aan het geloof in de krachten van voorwerpen en natuurlijke elementen. In dit geloof gaan animisme, sjamanisme en monotheïsme samen.